# Sabin de Plaisance
Sabin de Plaisance (en italien Savino di Piacenza), connu comme saint Sabin (aussi appelé saint Savin), né en 330 à Milan en Lombardie et mort le 11 décembre 420, était un évêque italien et l'un des pères synodaux à Antioche en 372. Il est considéré comme saint par l'Église catholique.

## Biographie
Sabin naît à Milan en 330. Il est diacre de l'Église milanaise et ami et collaborateur de saint Ambroise. Il est envoyé par le pape saint Damase Ier à Antioche en 372, comme père synodal, afin de ramener l'unité dans cette importante Église d'Asie Mineure, atteinte par l'hérésie arienne niant la divinité du Christ.
De retour de Antioche, il est nommé évêque de Plaisance pour succéder à saint Victor, mort en 375, et a conservé cette charge pendant presque cinquante ans. Il est mort le 11 décembre 420. Son corps repose dans la basilique des douze Apôtres, laquelle est appelée depuis basilique Saint-Sabin.

## Vénération
Sa fête est fixée le 11 décembre, et à Caselle Landi chaque quatrième dimanche d'octobre.

## Représentations, patronage
Saint Sabin est habituellement représenté avec la mitre, la crosse, et la pianeta (ou chasuble). L'histoire dit que quand le Pô, à cause des inondations avait détruit le territoire, Sabin a jeté une lettre dans l'eau du fleuve pour lui ordonner de s'arrêter. Après un jour, le Pô est retourné dans son lit. C'est pour cette raison que Sabin de Plaisance est vénéré aussi dans le petit village de Caselle Landi, sur la rive gauche du fleuve.

## Galerie

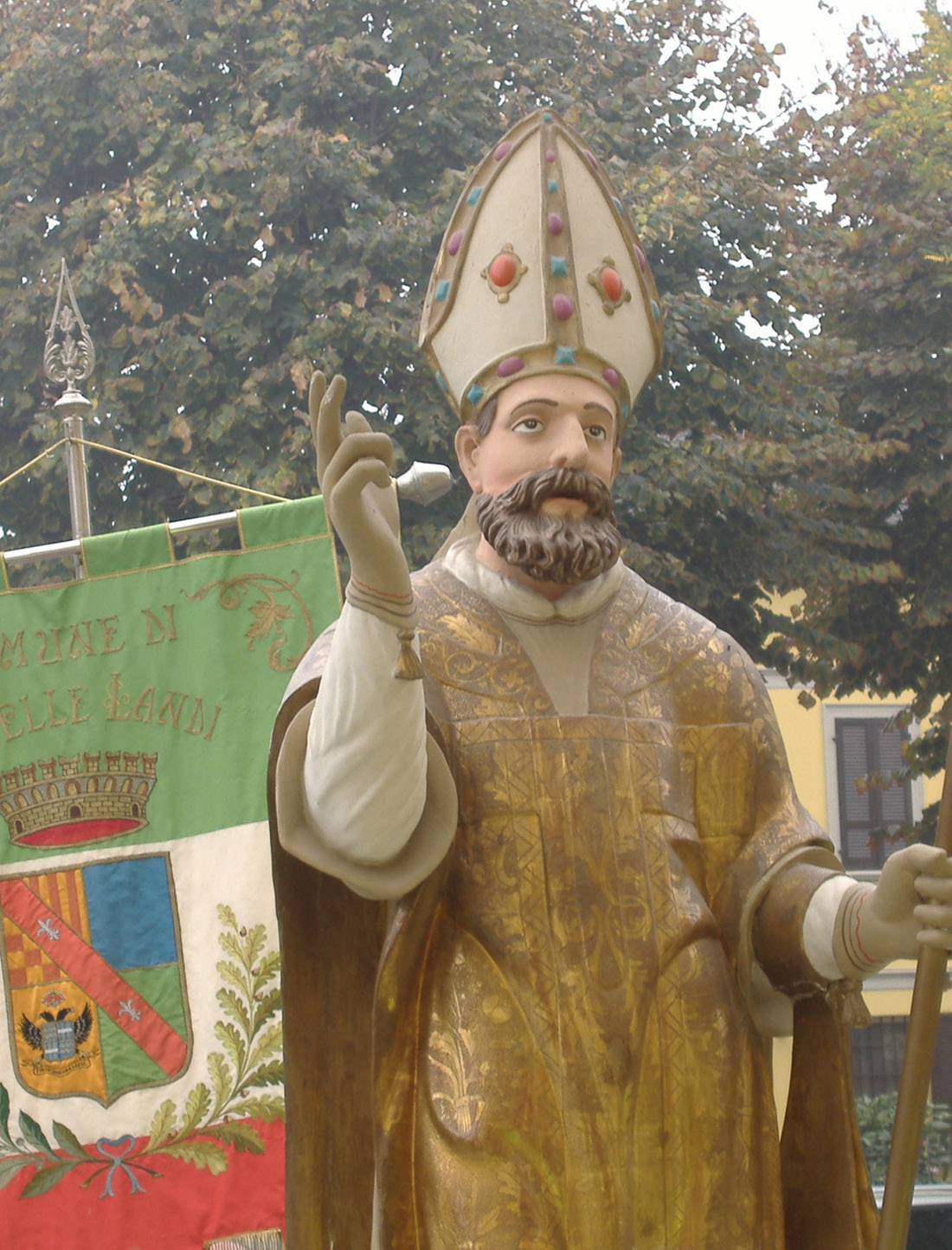
Statue de saint Sabin de Plaisance (avant la restauration d'octobre 2015), vénérée dans l'église de Caselle Landi, Italie, avec le gonfanon municipal.
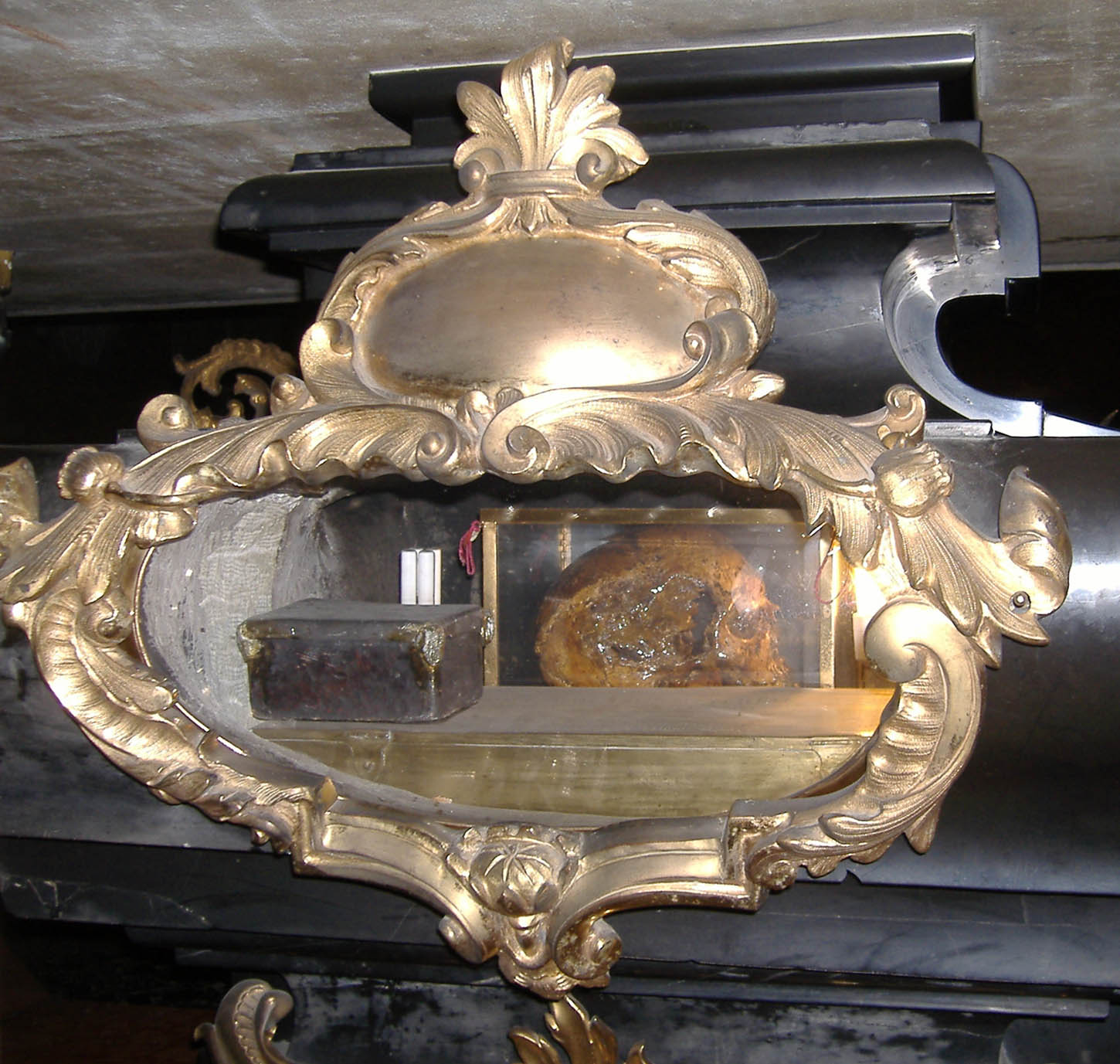
Les reliques de saint Sabin, au-dessus de l'autel de la basilique Saint-Sabin.
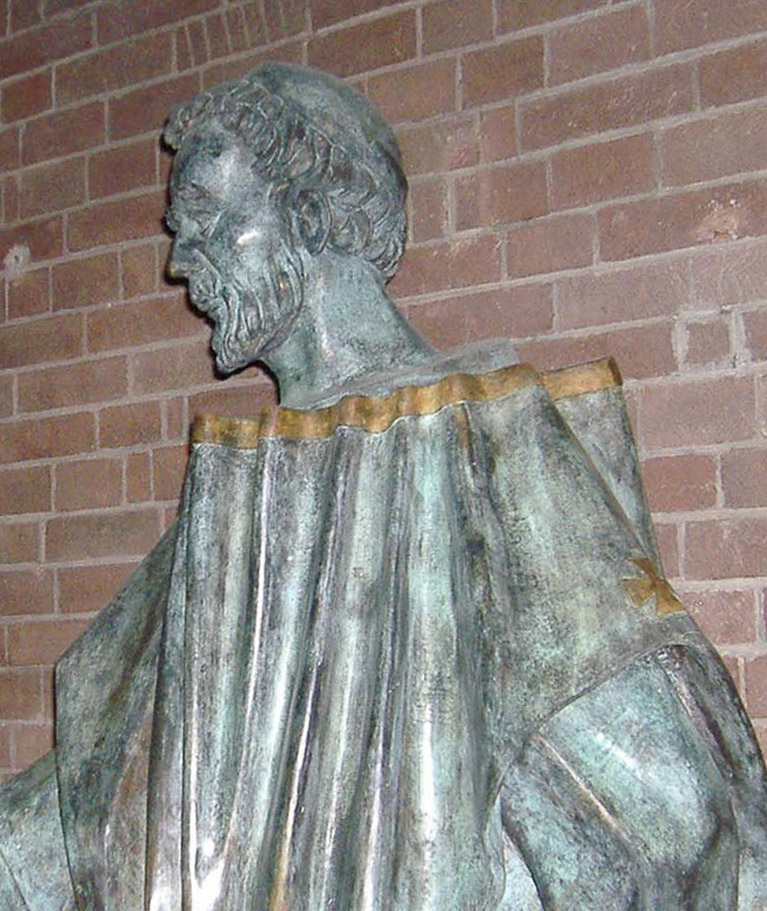
La statue en bronze du saint, dans la basilique Saint-Sabin, à Plaisance.

## Sources
- (en)  Cet article contient des extraits traduits d'un article de la Catholic Encyclopedia dont le contenu se trouve dans le domaine public.